# Canti della Resistenza italiana
I canti della Resistenza italiana rimandano non solo al ricordo della lotta partigiana, ma richiamano anche un più ampio concetto di libertà.
Nella memoria collettiva degli italiani, la Resistenza viene identificata con Bella ciao, ma anche altri canti furono estremamente popolari, come Fischia il vento e La Badoglieide. Si ricordano:
- Addio Lugano bella
- A morte la Casa Savoia
- Bandiera rossa
- Bella Ciao
- Camicia rossa
- Canzone dell'otto settembre
- Col parabello in spalla
- Compagni fratelli Cervi
- Cosa rimiri mio bel partigiano
- Dongo
- Dopo tre giorni di strada asfaltata
- E quei briganti neri
- E se i tedeschi (conosciuta anche come Bojorno)
- Festa d'aprile
- Figli di nessuno
- Fischia il vento
- GIovanna mia
- Siamo i ribelli della montagna (conosciuta anche come Dalle belle città)
- Katjuša
- Il bersagliere ha cento penne (conosciuta anche come Il partigiano)
- Il vento fischia ancora
- La Badoglieide
- La Brigata Garibaldi
- La Guardia rossa
- La preghiera del partigiano
- Là su quei monti
- Lassù sulle colline di Bologna
- L'otto settembre
- Marciam Marciam
- Partigiani di Castellino
- Pietà l'è morta
- Portiamo l'Italia nel cuore (Che importa se ci chiaman banditi?)
- Se non ci ammazza i crucchi
- Stoppa e Vanna
- Sutta a chi tucca

## Bella ciao
La risalita lungo la Penisola delle truppe alleate e delle formazioni italiane aggregate e l’incontro con i gruppi partigiani ha fatto sì che la canzone fosse conosciuta anche al Nord e in particolare in Emilia.  Considerando il testo, la melodia, il battito delle mani che accompagna il ritornello si notano questi fattori:
1. il testo appare molto simile a un'antica canzone dal titolo Fiore di tomba (ma anche Il fiore della Teresina o Il fiore della Rosina), che ha però una musica diversa, in particolare nei motivi della tomba e del fiore.
2. la musica presenta un motivo quasi identico a quello di un'altra antica canzone, dal titolo Bevanda sonnifero. È interessante notare che, se il testo è di natura del tutto diversa, vi compare la tipica ripetizione della parola "ciao".
3. la musica si ritrova anche in una canzone delle mondine che fu cantata (almeno) nel 1932/33 e reso famoso nella registrazione originale di Giovanna Daffini.
4. Quanto al battito delle mani sono stati scoperti dei canti per bambini, diffusi prima della seconda guerra mondiale, che ci offrono la chiave per capire questo aspetto dell'esecuzione di Bella ciao. Quei canti servivano per educare i bambini piccoli a coordinare i movimenti. Si poneva il bambino sulle ginocchia, e, mentre si cantava, si battevano le mani secondo un certo ordine che egli doveva ripetere.

Durante la Resistenza tornano ad essere popolari canti della prima guerra mondiale come Sul ponte di Bassano, che viene trasformato in Sul ponte di Perati, bandiera nera dagli alpini della divisione Julia, sulla cui melodia Nuto Revelli scrisse nella primavera del 1944 i versi di Pietà l'è morta.

## Fischia il vento
Il canto più popolare tra i combattenti partigiani è Fischia il vento. Beppe Fenoglio, ne Il partigiano Johnny, definisce quella canzone "travolgente", ricordandola come "una vera e propria arma contro i fascisti".
Questi versi, cantati sulla melodia di una canzone russa di Michail Isakovskij e Matvej Blanter intitolata Katjuša, erano stati, almeno all'inizio, composti da Giacomo Sibilla, partigiano di Oneglia, il quale aveva appreso quel canto nell'estate del 1942 durante la guerra in Unione Sovietica. Dopo l'8 settembre Sibilla, assunto il nome di battaglia "Ivan", entra a far parte di una banda partigiana operante nella zona di Imperia e in quel gruppo inizia a strimpellare sulla chitarra la melodia russa sulla quale un altro partigiano, Felice Cascione, medico nella vita civile, compone i primi versi, successivamente rimaneggiati attraverso una serie di passaggi fra compagni partigiani.
Attraverso il testo di Cascione, una melodia russa che parlava del lontano amore di un soldato impegnato a difendere "la sua terra e la sua patria", ma il testo amoroso (I meli e i peri erano in fiore / la nebbia scivolava con il fiume / Katyusha scendeva alla riva / all'alta riva rocciosa e scoscesa...) non si conserva nella versione partigiana italiana. Fischia il vento si trasforma in un inno partigiano che si diffonde nelle zone del Nord Italia.

## Musica leggera
Nel contesto della guerra partigiana alcune canzoni del repertorio leggero assumono un significato del tutto diverso da quello originario. Ricordiamo È arrivata la bufera di Renato Rascel, che nell'intonazione dei partigiani alludeva agli effetti dei bombardamenti americani sulle città italiane.
Gli alleati, che percorrono la penisola italiana dopo essere sbarcati in Sicilia nel 1943, portano in Italia musiche e melodie nuove, dal jazz allo swing al boogie-woogie.
Gli italiani, dopo un ventennio di fascismo, respirano "il vento di libertà" portato d'oltreoceano anche attraverso i dischi a 78 giri che diffondono le voci e le canzoni di Duke Ellington e di Frank Sinatra. Motivi come In the mood, un boogie lanciato negli Stati Uniti dall'orchestra di Glenn Miller, fanno da sfondo alle speranze di una nazione che anela di risorgere dalle miserie delle distruzioni belliche e, con l'arrivo degli alleati, gli italiani si riappropriano del ballo, proibito dalle autorità nel 1940 perché ritenuto poco in sintonia in un momento di così grande gravità.

## Discografia
- 1965: Le canzoni di Bella ciao (I dischi del sole, DS 101/103); con il Nuovo Canzoniere Italiano
- 1965: I Gufi cantano due secoli di Resistenza, I Gufi,
- 1971: Cantacronache 4. Canti di protesta del popolo italiano - Canti della resistenza, Interpreti vari
- 1974: Il vento fischia ancora, Duo di Piadena
- 1976: Vi canto una storia assai vera, Maria Carta
- 1993: Combat Folk, Modena City Ramblers
- 1995: Materiale resistente, Interpreti vari
- 2011: La rossa primavera, Gang

### On line
- Canti della Resistenza, su Portale della canzone italiana a cura del  Ministero della cultura[2]